# Mastaba K1
Koordinaten: 26° 18′ 9,4″ N, 31° 47′ 38,8″ O
Mastaba K1 ist die Bezeichnung für einen altägyptischen Graboberbau nahe der heutigen Ortschaft Beit Khallaf in Ägypten. Es handelt sich um eine Mastaba (dt. „Bankgrab“) monumentalen Ausmaßes. Sie ist Teil einer ehemaligen königlichen Nekropole, deren Name nicht mehr erhalten geblieben ist.

## Lage
Mastaba K1 befindet sich etwa 13 km westlich der Stadt Girga und etwa 20 km südlich von Abydos. In unmittelbarer Nähe, am Nilufer gelegen, befindet sich die heutige Kleinstadt Beit Khallaf. Nach ihr erhielt die Mastaba die Bezeichnung Mastaba Khallaf 1, kurz K1, insgesamt befinden sich sechs Mastabas (K1 – K6) nahe Beit Khallaf. Gegenüber, auf der anderen Nilseite, liegen die Ortschaften Naga-ed-Deir und Mashaikh.

## Architektur
Die Mastaba ist relativ gut erhalten. Sie besteht aus Lehmziegeln und maß ursprünglich etwa 85 × 45 × 8 Meter und besitzt eine 16°-Ausrichtung nach Westen. In ihrem Inneren enthält sie achtzehn Kammern, die unter Bodenniveau liegen und über eine auffallend u-förmige Treppe erreicht werden können. Die Treppe besteht ebenfalls aus Lehmziegeln und ist weitestgehend erhalten geblieben. Sie führt in einem 30°-Winkel hinab in das Kammersystem, das 27 m unter dem ursprünglichen Dach des Oberbaus und ca. 16 m unter Bodenniveau liegt. Ursprünglich waren die absteigenden Passagen mit hochwertigem Nilschlamm, angereichert mit Kalkbrösel und Alabasterkrümeln, gefüllt und die Eingänge damit regelrecht zuzementiert. Dabei wurden auch die Verschlusssteine (Portcullis) gewissermaßen mit festzementiert. Leider war diese Sicherheitsvorkehrung noch immer nicht genug, das Grab vor Räubern zu schützen: Die Grabanlage wurde bereits während der ersten Zwischenzeit und später in römischer Zeit geplündert.

## Geschichte
Die Mastaba wurde erstmals zwischen Januar und Mai 1901 vom britischen Ägyptologen John Garstang erkundet und die Ergebnisse nebst Grabfunde wurden um 1903 katalogisiert und veröffentlicht. Bereits Garstang ordnete das Monument der 3. Dynastie zu. Um 1950 bereiste Bernhardt Bothmer Naga-ed-Deir und Beit Khallaf und wies auf architektonische wie archäologische Ähnlichkeiten zwischen den Mastabas beider Ortschaften hin.

## Zuordnung
Es ist unbekannt, wem das Grab Mastaba K1 dereinst gehörte. Grabstelen oder Privatnamen sind nicht überliefert. In der Grabkammer fanden sich Überreste eines männlichen Skeletts sowie Weinkrüge, Kornsäcke und Tonsiegel. Auf den Tonsiegeln sind die Namen der Könige (Pharaonen) Netjerichet, Sanacht und der Königin Nimaathapi aus der 3. Dynastie eingedrückt. Ein besonderes Fundstück ist das Siegelfragment mit dem Namen des Königs Seth-Peribsen aus der 2. Dynastie. Aus den benachbarten Mastabas K3 und K6 stammen ebenfalls Tonsiegel mit den Namen von Netjerichet und Nimaathapi. Aus K2 stammen Tonsiegelfragmente mit dem Namen des Sanacht. Sämtliche Funde erlauben zumindest eine Zuweisung in die Übergangszeit von der 2. zur 3. Dynastie. Da das Skelett sicher einem Mann zugeordnet werden kann, werden frühere Annahmen, dass K1 das Grab von Königin Nimaathapi war, zwischenzeitlich angezweifelt, wenn auch nicht gänzlich abgelehnt.